# Figueral de Son Real
Es Figueral de Son Real es un yacimiento arqueológico formado por un conjunto de estructuras navetiformes localizado en el extremo norte oriental de la isla de Mallorca, en el término municipal de Santa Margarita, España.
Este yacimiento se encuentra en el lado norte de la carretera de Ca'n Picafort a Artá, en el km. 17,7, pero el acceso se puede hacer desde las casas y posesión de Son Real , de titularidad pública del Gobierno Balear.
Está situado sobre una duna alcanzando una altura de entre los 20 y los 30 metros , siendo así relativamente localizable. Su acceso es fácil.
El conjunto fue excavado en 1965 y mantiene un buen estado de conservación.
Se trata de un original poblado de cabañas similares a las naviformes, pero más irregulares y agrupadas, unas contra otras, cubriendo un pequeño cerro. Por estas características, los tipos de vasijas y unos datos de radiocarbono que se hicieron durante sus excavaciones para el Museo de Mallorca , se considera un poblado de transición entre el pretalayótico y el talayótico. De hecho es el único poblado excavado donde se puede seguir este cambio. Original también es un naviforme excavado en la roca que se encuentra en la parte baja, con un banco a lo largo de las paredes. En época musulmana el cerro fue ocupado por una familia que dejó restos de sus cerámicas y de su alimentación.

## Descripción, historia e interpretación
Construido durante el Bronce Antiguo, su cronología data del 1.100 a. C. y parece que fue ocupado hasta la definitiva consolidación de la cultura talayótica hacia el 850 a. C.
Es Figueral de Son Real está formado por unas ocho construcciones semejantes a navetiformes de una altura media entre 50 cm y un metro. El monumento central se encuentra en la cumbre de una duna cuaternaria y es un edificio de planta triangular con escaso espacio útil. A la cámara, también de planta triangular, se accede por un estrecho corredor que se inicia en un portal abierto en uno de los vértices de la estructura triangular. La fachada del edificio viene precedida de una plataforma escalonada con grados delimitados por muros.
Al monumento central se le fueron adosando una serie de estructuras de planta arriñonada que recuerdan a las navetas, pero ni la técnica constructiva ni sus construcciones se corresponden a las navetas clásicas. Algunos de estos edificios disponen de pequeñas bases de columna, en un caso unidas por un murete, semejantes a las columnas poliliticas presentes en los talayots posteriores pero muy distintas en su técnica y función. En la parte norte hay un navetiforme excavado en la roca arenisca , con un banco corrido en los muros y tambores de columnas en su eje que es único en toda Mallorca. Su función y cronología no pudieron determinarse al estar desprovisto de contexto arqueológico y físicamente separado del resto de estructuras.
El yacimiento fue excavado en 1965 por Guillem Rossello Bordoy y Juan Camps Coll. El monumento elevado en la cumbre del altozano dio una estratigrafía correspondiente al Pretalayótico y los inicios del Talayótico (1.100 a. C.). Los restos de cerámica y bronce parecen indicar que el conjunto fue construido a finales del bronce balear y que pervivió en los primeros tiempos del talayótico.
El conjunto permaneció abandonado hasta el periodo Musulmán, durante el cual se volvió a utilizar como habitación, como muestra la presencia de una jarra del periodo califal, datada hacia el 960 d. C. Junto a los restos de cerámicas y bronce, se hallaron molinos, punzones de hueso y restos de fauna pertenecientes a cabras, ocas, cerdos, bóvidos y un cánido. Los restos de moluscos y marisco demuestran el aprovechamiento de recursos alimentarios provenientes de la albufera y el mar próximos.
Según Rossello Bordoy, el paralelismo arquitectónico entre el complejo de Son Real y otros monumentos de índole navetiforme es difícil de plantear. Para él, el edificio elevado fue concebido indudablemente aislado, de planta absorbida pero muy distinto a los navetiformes mallorquines, en especial por las proporciones de su fachada y por la entrada lateral, elemento totalmente nuevo en la arquitectura prehistórica mallorquina. A la hora de interpretar estas construcciones, se deben tener en cuenta los monumentos situados en las inmediaciones del Figueral. Entre ellos, se detecta un edificio absidal deteriorado por las obras de ampliación de la carretera, dos navetiformes dañados y los restos de dos talayots, uno cuadrado con puerta y otro circular. Todo parece confirmar que la zona constituyó un área religiosa, al menos durante los primeros tiempos talayóticos. Es posible que algunos de los edificios navetiformes del Pretalayótico tuvieran un carácter ritual que pervivió con el cambio cultural del talayótico. Pero es posible que el momento final del uso del asentamiento pueda alargarse hasta aproximadamente el 850 a. C., como podría indicar la presencia de un botín de bronce, pieza rara en el conjunto de objetos de bronce de la isla. Tal fecha como referencia del abandono final del asentamiento coincidiría con la consolidación definitiva de la cultura talayótica y la aparición de los primeros talayots.